# Autignac
Autignac – miejscowość i gmina we Francji, w regionie Oksytania, w departamencie Hérault.
Według danych na rok 1990 gminę zamieszkiwało 698 osób, a gęstość zaludnienia wynosiła 60 osób/km² (wśród 1545 gmin Langwedocji-Roussillon Autignac plasuje się na 429. miejscu pod względem liczby ludności, natomiast pod względem powierzchni na miejscu 668.).